# Dietrich Adam Heinrich von Bülow
Dietrich Adam Heinrich von Bülow (Falkenberg, 1757 – Riga, 1807) è stato uno scrittore e militare prussiano.
Condusse un'esistenza avventurosissima tra Stati Uniti, Regno Unito e Francia, raccogliendo informazioni tecniche su armi e guerre, che raccolse nei suoi libri a soggetto militare.

## Opere
- Der Freistaat von Nordamerika in seinem neuesten Zustand, Johann Friedrich Unger, Berlin 1797
- Geschichte der feindlichen Landungen in England, namentlich der Römer, Deutschen, Dänen, Normänner, Spanier, Holländer und Franzosen, 1798
- Vom Geist des neuern Kriegssystems hergeleitet aus dem Grundsatze einer Basis der Operationen auch für Laien in der Kriegskunst, 1799
- Mungo Parks Reisen (Übersetzung aus dem Englischen), Haude und Spener, Berlin 1799
- Über das Geld, 1800
- Die Geschichte des Feldzugs von 1800, G. Fleischer 1801
- Prinz Heinrich von Preußen. Kritische Geschichte seiner Feldzüge, Himburg, Berlin 1805
- Neue Taktik der Neuern wie sie seyn sollte. Vom Verfasser des Geistes des neuen Kriegssystems. Erster Theil, welcher von der eigentlichen Taktik handelt. Zweiter Theil: Vorbereitung des Heeres zum Kriege oder zu Taktischen und strategischen Verrichtungen. Nebst einigen Grundlinien zur Beleuchtung von zwei Kritikern, Himburg, Berlin 1805
- Militärische Biographien berühmter Helden neuerer Zeit. Vorzüglich für junge Officiere und für die Söhne des Adels, die zum Militär-Dienste bestimmt sind, 4 Bände, Himburg, Berlin 1805
- Der Feldzug von 1805; Theil 1 und
- Der Feldzug von 1805; Theil 2, G. Fleischer 1806 (anonym mit der Verfasserangabe: "von dem Verfasser des Geistes des neuern Kriegssystems und des Feldzugs von 1800")
- Blicke auf zukünftige Begebenheiten, aber keine Prophezeihungen: geschrieben im April 1801, z. Th. erfüllt im Juni 1806, G. Fleischer, Leipzig 1806
- 1808: Gustav Adolph in Deutschland: kritische Geschichte seiner Feldzüge; von dem Verfasser des Geistes des neuen Kriegssystems, Theil 1
- Nunc permissum est. Coup d'œil sur la doctrine de la nouvelle église chrétienne, 1809